# Borsthaar
Borsthaar is de benaming voor haar dat (doorgaans) bij mannen op de borst groeit, tussen de hals en de buik. Het is een secundair geslachtskenmerk dat zich tijdens en na de puberteit ontwikkelt. Borsthaar maakt deel uit van de lichaamsbeharing van de mens.
Borsthaar komt in bijzonder veel gradaties voor, lijkt gerelateerd aan testosteronproductie, maar heeft ook een grote genetische component. Borsthaar bij vrouwen is doorgaans afwezig of beperkt tot enkele haren in de tepelhof.

## Ontwikkeling en groei

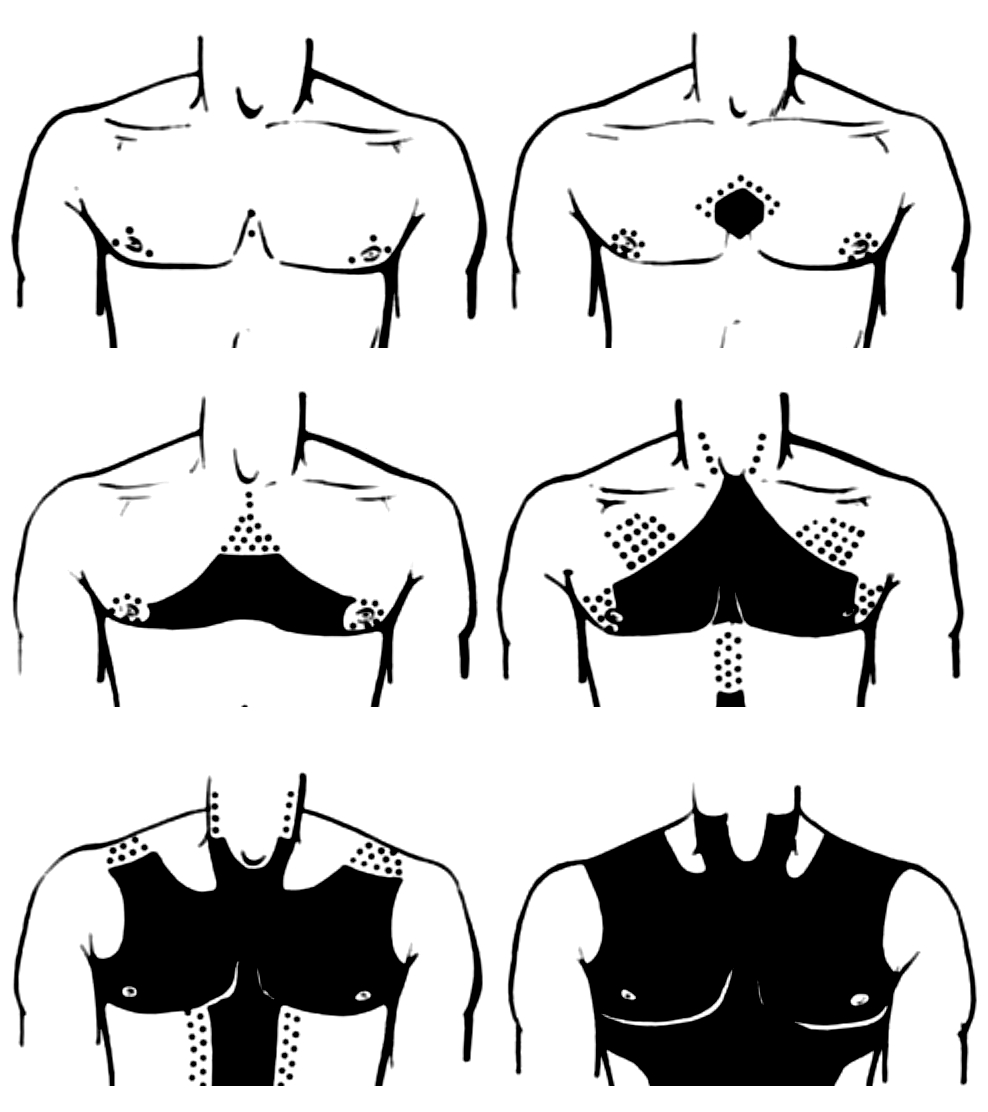
Fasen van ontwikkeling en de plaats van borsthaar.

Vanaf de geboorte is de mens al bedekt met dun vellushaar. Met borsthaar bedoelt men dan ook het terminaal haar dat zich als gevolg van een toename van androgenen (voornamelijk testosteron) in de puberteit begint te ontwikkelen. In tegenstelling tot de vrouw, is het lichaam van een man met meer terminaal haar bedekt, en met name op de borst, buik en het gezicht.
De ontwikkeling van borsthaar begint meestal aan het einde van de puberteit. Het kan ook later beginnen, tussen de leeftijd van 20 en 30 jaar. Androgenen zorgen voor de dikte van het haar, wat enkele jaren daarna gebeurt.

## Patronen en kenmerken
Het voorkomen van borsthaar en de kenmerken daarvan verschillen per persoon en hebben o.a. te maken met de genetische bepaling, de hormonale status en de leeftijd. De genen bepalen de hoeveelheid, het patroon en de dikte van het haar. Zo zijn sommige mannen sterk behaard, terwijl andere zeer weinig haar hebben. Elk patroon waarin het haar groeit is normaal. Borsthaar groeit voornamelijk rond de tepels, in het midden en aan de zijkanten van de borst en rond het sleutelbeen (bij de schouders).

## Culturele opvattingen

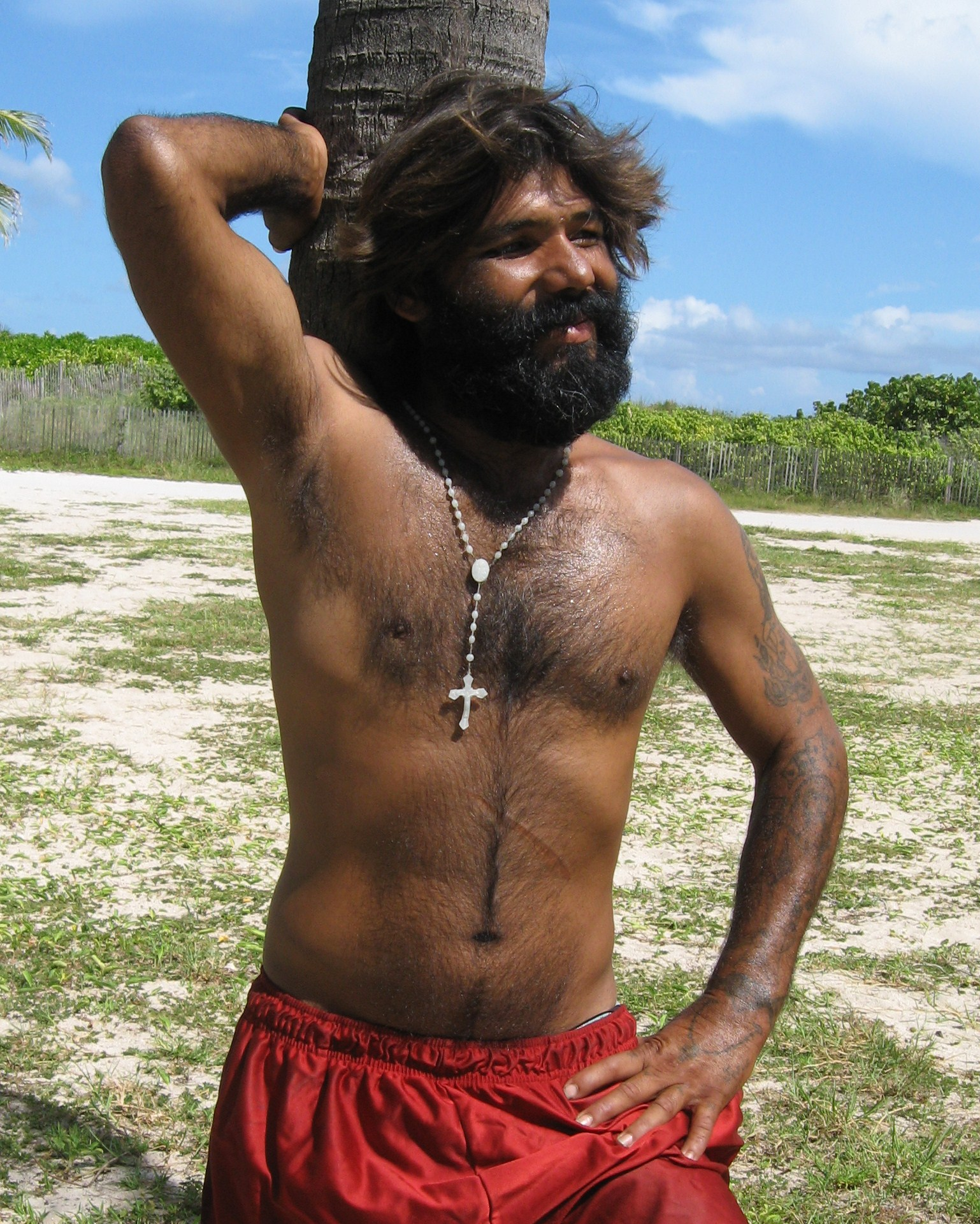
Boven de tepels spreekt men van borsthaar, daaronder groeit buikhaar.

De opvattingen over borsthaar variëren van cultuur tot cultuur. In sommige culturen wordt het als een teken van mannelijkheid gezien, terwijl men elders liever een gladde borst ziet. Ook is het al dan niet hebben van borsthaar aan mode onderhevig.
Zo was het in het Nederland van de jaren 60 bon ton om over een weelderige bos borsthaar te beschikken. Wie zich door Moeder Natuur slecht bedeeld voelde, kon overgaan tot borsthaarpruiken. Veertig jaar later was de publieke opinie echter flink gewijzigd, en prevaleerde de gladde borstkas als ideaalbeeld.

## Verschil borsthaar en buikhaar
De scheiding van borst- en buikhaar zit rond de tepels. Het bovenste gedeelte wordt borsthaar genoemd, terwijl buikhaar tussen de tepels en de schaamstreek groeit. Of mannen haar op de buik, dan wel op de borst, dan wel op beide plaatsen hebben, is genetisch bepaald en verschilt per man.

## Trivia
- In 1996 ontwierp de Vlaamse modeontwerper Walter Van Beirendonck het T-shirt Finally chesthair, met een matje van borsthaar op de voorkant.[5]